# Loretta Devine
Loretta Devine (Houston, 21 de agosto de 1949) es una actriz de cine, teatro y televisión estadounidense conocida por sus papeles en Boston Public, ' y Eli Stone.

## Primeros años
Devine nació en Houston, Texas. Su madre, Eunice O'Neal, era una esteticista, y su padre, James Devine, trabajaba como un obrero.

## Carrera
Devine apareció en la película A Broadway Musical. Capturó la atención en Dreamgirls, un musical de Broadway. Se estrenó el 20 de diciembre de 1981. Luego, tuvo papeles menores en Little Nikita y Stanley & Iris. Ha participado en la serie de televisión Supernatural , como Missouri Moseley.
De 2015 a 2017, trabajó en el papel de Cynthia  en la serie The Charmichael Show.

## Filmografía

### Cine
| Año  | Título                             | Papel                           | Notas |
| ---- | ---------------------------------- | ------------------------------- | --- |
| 1981 | Will                               |                                 | |
| 1983 | Anna to the Infinite Power         | Ms. Benson                      | |
| 1988 | Little Nikita                      | Verna McLaughlin                | |
| 1988 | Sticky Fingers                     | Diane                           | |
| 1989 | Heart and Soul                     | Tonia Harris                    | Cortometraje |
| 1990 | Stanley & Iris                     | Bertha                          | |
| 1990 | Sugar and Spice                    | Loretta Fontaine                | |
| 1990 | Cop Rock                           | Jurado                          | |
| 1991 | Livin' Large                       | Nadine Biggs                    | |
| 1991 | Caged Fear                         | Judy                            | |
| 1992 | Class Act                          | Madre de Blade                  | |
| 1993 | Amos & Andrew                      | Ula                             | |
| 1994 | The Hard Truth                     | Secretaria de Nichols           | |
| 1995 | Waiting to Exhale                  | Gloria Matthews                 | NAACP Image Award for Outstanding Supporting Actress in a Motion Picture                                                                           |
| 1996 | The Preacher's Wife                | Beverly                         | NAACP Image Award for Outstanding Supporting Actress in a Motion Picture                                                                           |
| 1997 | The Price of Kissing               | Jackee                          | |
| 1997 | Hoodlum                            | Pigfoot Mary                    | |
| 1997 | Lover Girl                         | Leticia                         | |
| 1998 | Urban Legend                       | Reese Wilson                    | |
| 1998 | Down in the Delta                  | Zenia                           | |
| 1998 | Operation Splitsville              | Principal                       | |
| 1999 | Lillie                             | Michelle                        | |
| 1999 | Funny Valentine                    | Dearie B.                       | |
| 1999 | The Breaks                         | Floria                          | |
| 2000 | Puks                               | Counselor de salud              | |
| 2000 | Urban Legends: Final Cut           | Reese Wilson                    | |
| 2000 | What Women Want                    | Flo la Portera                  | |
| 2001 | Kingdom Come                       | Marguerite Slocumb              | Nominada — NAACP Image Award for Outstanding Supporting Actress in a Motion Picture                                                                |
| 2001 | I Am Sam                           | Margaret Calgrove               | |
| 2002 | Baby of the Family                 | Delores                         | |
| 2002 | Book of Love                       |                                 | |
| 2003 | Zoe Busiek: Wild Card              |                                 | |
| 2004 | Woman Thou Art Loosed              | Cassey Jordan                   | Nominada — Independent Spirit Award for Best Supporting Female Nominada — NAACP Image Award for Outstanding Supporting Actress in a Motion Picture |
| 2004 | Crash                              | Shaniqua Johnson                | Nominada — Black Reel Award for Best Supporting Actress                                                                                            |
| 2005 | King's Ransom                      | Miss Gladys                     | |
| 2006 | Dirty Laundry                      | Evelyn                          | |
| 2006 | Dreamgirls                         | Cantante de jazz                | |
| 2007 | Cougar Club                        | Dolly                           | |
| 2007 | This Christmas                     | Shirley Ann "Ma'Dere" Whitfield | Nominada — NAACP Image Award for Outstanding Supporting Actress in a Motion Picture                                                                |
| 2008 | First Sunday                       | Sister Doris                    | |
| 2008 | Beverly Hills Chihuahua            | Delta (voz)                     | |
| 2008 | Spring Breakdown                   | Dr. Marguerite                  | |
| 2009 | My Son, My Son, What Have Ye Done? | Miss Roberts                    | |
| 2010 | Death at a Funeral                 | Cynthia                         | |
| 2010 | Lottery Ticket                     | Grandma                         | |
| 2010 | For Colored Girls                  | Juanita Sims / Verde            | |
| 2010 | Politics of Love                   | Shirlee Gupta                   | |
| 2011 | Jumping the Broom                  | Pamela Taylor                   | |
| 2011 | Madea's Big Happy Family           | Shirley                         | |
| 2013 | Khumba                             | Mama V (voz)                    | |
| 2014 | Comeback Dad                       | Malinda                         | |
| 2014 | You're Not You                     | Marilyn                         | |
| 2015 | Welcome to Me                      | La abogada                      | |
| 2016 | Norm of the North                  | Tamecia (voz)                   | |
| 2016 | Caged No More                      | Aggie                           | |
| 2016 | Grandma’s House                    | Margie                          | |
| 2017 | My Other Home                      | Mabel Marbury                   | |
| 2017 | Naked                              | Carol                           | |
| 2018 | Sierra Burgess Is a Loser          | Ms. Thomson                     | |
| 2018 | Jingle Belle                       | Emory Simons                    | |
| 2019 | The Trap                           | Mama Jay                        | |
| 2020 | HeadShop                           | Jeanette                        | Posproducción |
| TBA  | Welcome to Pine Grove!             | Sally                           | Posproducción |
| TBA  | The Starling                       |                                 | Posproducción |

### Televisión
| Año          | Título                                           | Papel                               | Notas |
| ------------ | ------------------------------------------------ | ----------------------------------- | --- |
| 1987         | CBS Summer Playhouse                             | Cheryl                              | episodio: "Sirens" |
| 1987–1988    | A Different World                                | Stevie Rallen                       | 10 episodios |
| 1988         | The Murder of Mary Phagan                        | Annie Maude Carter                  | Television film |
| 1988         | Amen                                             | Lydia Cummings                      | episodio: "Court of Love" |
| 1989         | Parent Trap III                                  | Thelma                              | Película para televisión |
| 1990         | Murphy Brown                                     | Enfermera Hawking                   | episodio: "The Bitch's Back" |
| 1991         | Great Performances                               | Janine                              | episodio: "The Colored Museum" |
| 1991         | Reasonable Doubts                                | Valerie Hall                        | episodio: "Hard Bargains" |
| 1992–1993    | Roc                                              | Cynthia                             | 5 episodios |
| 1993         | The American Clock                               | Irene                               | Película para televisión |
| 1995         | Picket Fences                                    | Marla Melrose                       | episodio: "Close Encounters" |
| 1995         | Ned and Stacey                                   | Mrs. Duncan                         | episodio: "Reality Check" |
| 1996         | Rebound: The Legend of Earl 'The Goat' Manigault | Miss Mary                           | Película para televisión |
| 1997         | Happily Ever After: Fairy Tales for Every Child  | Madre                               | episodio: "The Golden Goose" |
| 1997         | Touched by an Angel                              | Tonya Hawkins                       | episodio: "Amazing Grace: Part 1" |
| 1997         | Promised Land                                    | Tonya Hawkins                       | episodio: "Amazing Grace: Part 2" |
| 1997         | Clover                                           | Everleen                            | Película para televisión |
| 1997         | Don King: Only in America                        | Connie Harper                       | Película para televisión |
| 1999–2002    | The PJs                                          | Muriel Stubbs (voice)               | 43 episodios |
| 1999         | Moesha                                           | Steph                               | episodio: "It Takes Two" |
| 1999         | Clueless                                         | Phyliss Holiday                     | episodio: "Graduation" |
| 1999         | Funny Valentines                                 | Dearie B.                           | Película para televisión |
| 1999         | Jackie's Back!                                   | Snookie Tate                        | Película para televisión |
| 1999         | Introducing Dorothy Dandridge                    | Ruby Dandridge                      | Película para televisión |
| 2000–2004    | Boston Public                                    | Marla Hendricks                     | 81 episodios NAACP Image Award for Outstanding Supporting Actress in a Drama Series (2001, 2003–04) Nominated—NAACP Image Award for Outstanding Actress in a Drama Series Nominated—Satellite Award for Best Supporting Actress – Television Series (2003–04) |
| 2000         | Family Law                                       | Gloria Rivers                       | episodio: "Playing God" |
| 2000         | Ally McBeal                                      | Nora Mills                          | episodio: "I Will Survive" |
| 2000         | Freedom Song                                     | Evelyn Walker                       | Television film Nominated—NAACP Image Award for Outstanding Actress in a Television Movie, Mini-Series or Dramatic Special |
| 2000         | Best Actress                                     | Connie Travers                      | Película para televisión |
| 2003         | The System                                       | Mrs. Marsha Waters                  | Piloto de TV sin vender |
| 2003         | Half & Half                                      | Erika                               | 2 episodios |
| 2004–2005    | Wild Card                                        | M. Pearl McGuire                    | 19 episodios |
| 2005, 2017   | Supernatural                                     | Missouri Moseley                    | 2 episodios |
| 2005–2006    | Girlfriends                                      | Judge Vashti Jackson                | 2 episodios |
| 2006         | Boston Legal                                     | Annabelle Carruthers                | episodio: "The Nutcrackers" |
| 2006         | Life Is Not a Fairy Tale                         | Addie Collins                       | Television film Nominated—NAACP Image Award for Outstanding Actress in a Television Movie, Mini-Series or Dramatic Special |
| 2006–2007    | Everybody Hates Chris                            | Maxine                              | 3 episodios |
| 2007         | Boston Legal                                     | Jueza Victoria Thomson              | episodio: "Oral Contracts" |
| 2008–2009    | Eli Stone                                        | Patti Dellacroix                    | 26 episodios Nominada — NAACP Image Award for Outstanding Actress in a Drama Series |
| 2009         | Cold Case                                        | Chandra Patterson '09               | episodio: "Soul" |
| 2009         | Legally Mad                                      | Jeanette                            | Piloto no emitido |
| 2010         | Party Down                                       | Diane Ellison                       | episodio: "James Ellison Funeral" |
| 2011         | Glee                                             | Hermana Mary Constance              | episodio: "Original Song" |
| 2011         | State of Georgia                                 | Tía Honey                           | 12 episodios |
| 2012–present | Doc McStuffins                                   | Hallie Hippo/Enfermera Hattie (voz) | 115 episodios |
| 2012         | The Game                                         | Grandma Mack                        | episodio: "There's No Place Like Home" |
| 2012         | The Cleveland Show                               | Shirley (voz)                       | episodio: "Mama Drama" |
| 2012         | RuPaul's Drag Race                               | Ella misma                          | episodio: "Snatch Game" |
| 2012         | Shake It Up                                      | Jueza Marsha                        | episodio: "Judge It Up" |
| 2012–2013    | The Client List                                  | Georgia Cummings                    | 25 episodios |
| 2014         | Psych                                            | Melba Birdson                       | episodio: "1967: A Psych Odyssey" |
| 2014–2015    | Sirens                                           | Madre de Hank                       | 3 episodios |
| 2015         | Being Mary Jane                                  | CeCe                                | 6 episodios |
| 2015–2017    | The Carmichael Show                              | Cynthia Carmichael                  | 32 episodios |
| 2016         | Dinner in America with Brett Gelman              | Ella misma                          | TV Special |
| 2018         | Dear White People                                | Sorbet                              | episodio: "Volume 2: Chapter VII" |
| 2018         | Living Biblically                                | Estelle                             | episodio: "Never Let Loyalty Love You" |
| 2018         | Love Is                                          | Rose                                | 2 episodios |
| 2019 - ¿?    | Family Reunion                                   | M'Dear                              | Main cast |
| 2019         | A Black Lady Sketch Show                         |                                     | episodio: "Your Boss Knows You Don't Have Eyebrows" |
| 2019         | Black-ish                                        | Lynette                             | episodio: "Pops the Question" |